# Transrapid
El Transrapid va ser un sistema de transport ferroviari per monorail de tecnologia alemanya. Els vagons es desplaçaven gràcies a la levitació magnètica. Tot i uns projectes molt concrets, a Alemanya no hi ha hagut cap trajecte d'explotació comercial regular.
Circula per una via de metall ampla, damunt de pilars, a vuit metres d'alçada. Hi han uns electroimants que aixequen el tren 15 mil·límetres, de manera que no toca terra. Al contrari, pot passar per damunt de capes primes de neu o gel. Als dos costats de la via hi ha uns altres electroimants, que guien el tren i el mantenen a la posició correcta. La velocitat màxima del Transrapid és de 500 km/h, més alta que la dels trens convencionals d'alta velocitat (350 km/h).

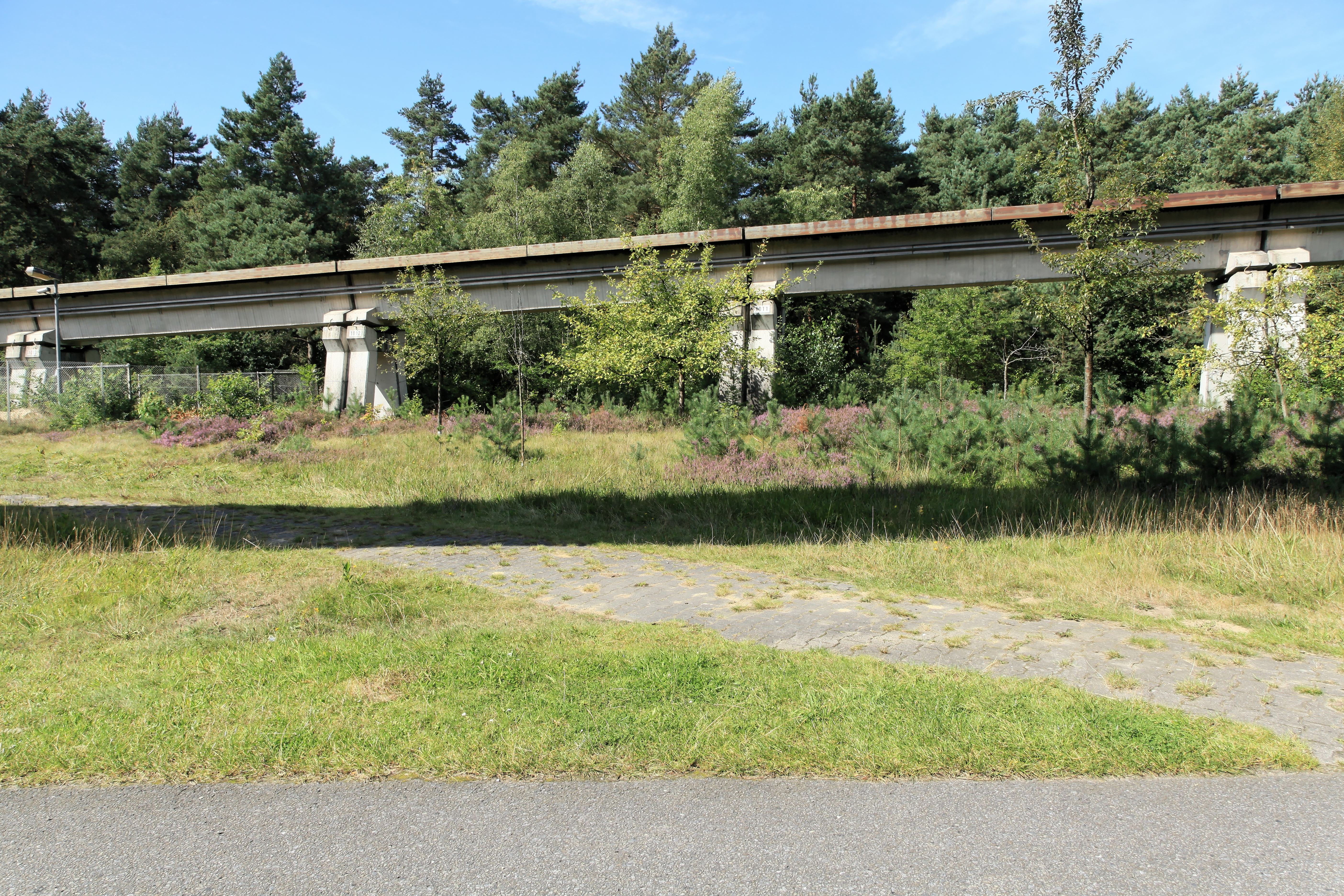
El tram de proves abandonat a Fresenburg (Alemanya) el 2017

El Transrapid ha estat desenvolupat l'últim decenni del segle xx per les empreses Thyssen-Krupp AG i Siemens AG. A més a més d'uns quants trens, van fer un tram de prova d'alguns quilòmetres de llargada. Els ferrocarrils federals alemanys havien proposat una primera línia regular del Transrapid d'Hamburg en passant per Schwerin cap a Berlín, amb trens que circularien fins a 430 km/h al tramb de 292 kilòmetres. El govern federal va aprovar el projecte el 2 de març de 1994, un projecte amb un pressupost de 8900 milions de marc (uns 4.550 milions d'euros) que s'hauria hagut d'estrenar el 2005. L'octubre de 1998, el nou govern de coalició de l'SPD i els partit ecologista van decidir abandonar aquest programa far del govern d'Helmuth Kohl.
La Xina s'ha interessat pel Transrapid, i des del 2003, el primer Tren Maglev comercial cva de Shanghai a l'Aeroport Internacional de Pudong, 30 km, amb via doble d'anada i tornada. Actualment s'estudia un trajecte més llarg, des de Xangai cap a algunes ciutats del nord.
El 22 de setembre del 2006 un accident d'un Transrapid va fer 23 morts al tram de proves de 32 km entre Meppen i Papenburg a la comarca de l'Emsland a la Frísia Oriental. Aquest accident, degut a un error humà, va significar la fi d'un projecte que fins aleshores va ser un èxit tecnològic molt prometedor. La causa de l'accident no va ser cap falliment tecnològic. Mentre s'estava fent una prova amb passatgers, el tren va xocar una màquina de manteniment abandonada per distracció al mig de la via. El 2008 es va provar un nou model, però, el 2011 es va abandonar el projecte. Des d'aleshores les discussions sobre la sort de l'antic tram d'assajos no van arribar a una conclusió definitiva. Al món només hi ha un tram amb tren a levitació magnètica en servei regular a Xangai.
El març de 2021 la companyia xinesa China Railway Rolling Stock (CRRC) va manifestar el seu interés per recuperar el tram experimental de l'Emsland, per tal de poder continuar desenvolupant la tecnologia.